# Palais du Midi
Il Palais du Midi è un grande edificio di Bruxelles costruito tra il boulevard Maurice Lemonnier et l'avenue de Stalingrad.

## Storia e descrizione
Il palazzo fu commissionato dalla "Compagnie générale des Marchés" per stimolare l'attività economica in quella zona di Bruxelles. Il progetto fu realizzato dall'architetto belga Wynand Janssens in uno stile eclettico. L'edificio si compone di quattro corpi separati da un passaggio coperto, la cui facciata e ricoperta dalla classica "pierre bleue", molto utilizzata in belgio. 
L'edificio, a lungo abbandonato, è stato ora riqualificato e ospita il più grande centro sportivo della città. Di fronte, sulla rue de Stalingrad, si trova la Maison Jamaer, residenza privata del famoso architetto belga Pierre Victor Jamaer.